# Slunjčica (rzeka)
Slunjčica (także Slušnica) – rzeka (ponornica) w Chorwacji, lewy dopływ Korany. Jej długość nadziemna wynosi 6,5 km.
Wypływa ze Slušničkiego jezera nieopodal Slunja. Od Ličkiej Jesenicy do Slunjčicy płynie pod ziemią na odcinku 14 km. Następnie przepływa przez Slunj i 23 kaskady o wysokości od 22 do 25 metrów.